# Irene Abendroth

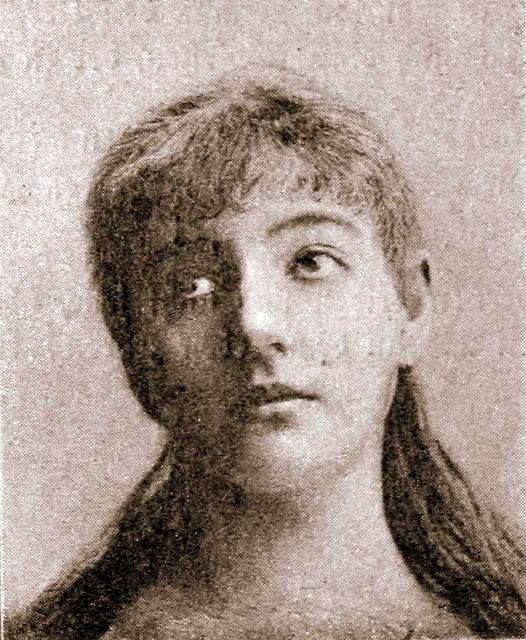
Irene Abendroth

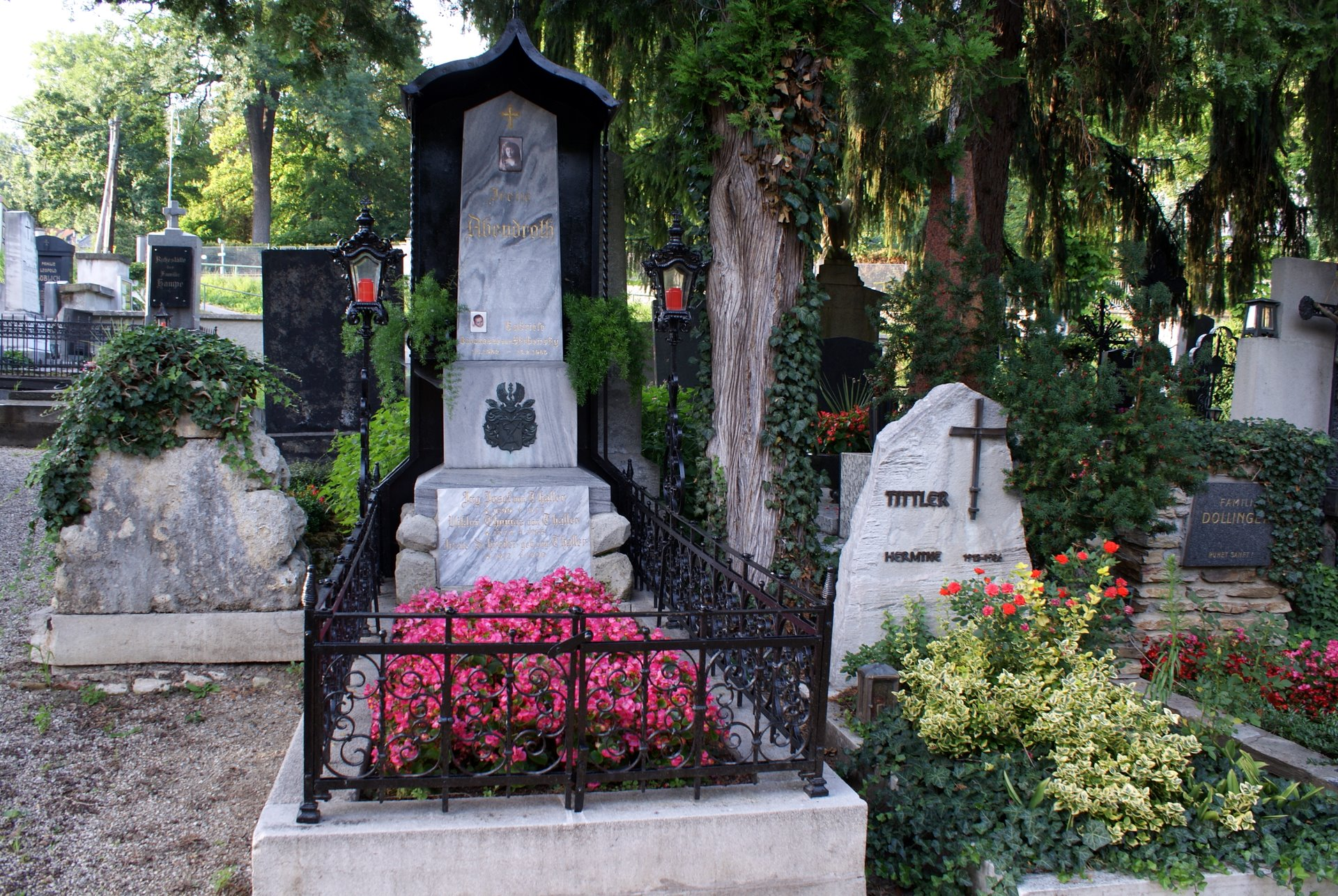
Grabstätte in Weidling

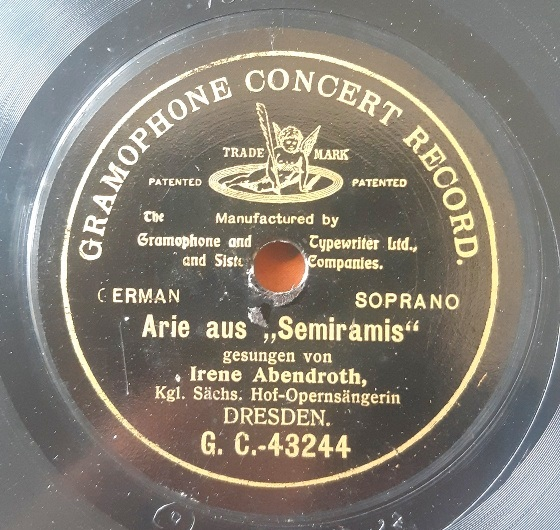
Schallplatte von Irene Abendroth (Dresden 1902)

Irene Abendroth (* 14. Juli 1872 in Lemberg, Österreich-Ungarn; † 1. September 1932 in Weidling bei Wien) war eine österreichische Sängerin in der Stimmlage Koloratur-Sopran. Mit bürgerlichem Namen hieß sie Irene Thaller. Ihre weniger bekannte Schwester Mira Abendroth war ebenfalls eine Opernsängerin.

## Leben
Irene Abendroth wurde als Tochter einer aus Schlesien stammenden Tuchmacherfamilie in der Hauptstadt des Kronlandes Galizien geboren. Sehr begabt, trat sie bereits mit 8 Jahren erstmals in einem Konzert auf. Sie erhielt ihre Ausbildung bei Francesco Lamperti und Cleofonte Campanini in Mailand sowie bei Emma Mampe-Babnigg und Aurelia Jäger-Wilczek in Wien. 1888 debütierte sie in Karlsbad und am 15. Februar 1889 an der Hofoper in Wien als Amina in Bellinis La sonnambula. Es folgten Engagements am Opernhaus Riga (1890/91) und am Kgl. Hof- und Nationaltheater in München (1891–1894), wo sie am 2. März 1894 in der Erstaufführung von Verdis  Falstaff die Alice Ford  sang. 1894–1899 war sie wieder an der Wiener Hofoper, wo sie u. a. in der Uraufführung von Goldmarks Oper Das Heimchen am Herd mitwirkte (21. März 1896). Nach Unstimmigkeiten mit dem Operndirektor Gustav Mahler verließ sie 1899 Wien und ging an das Königliche Hoftheater in Dresden, wo sie bis 1909 fest engagiert war und ihre Karriere 1905 mit der Verleihung des Titels einer Königlich sächsischen Kammersängerin ihren Höhepunkt erreichte. In Dresden sang sie u. a. 1902 in der deutschen Erstaufführung von Puccinis Tosca die Titelrolle – auch zur Zufriedenheit des Komponisten, am 30. Oktober 1903 wirkte sie an der Uraufführung von Bungerts Odysseus’ Tod in der Rolle der Despoina mit. Daneben gastierte sie zwischen 1905 und 1907 mehrfach an der Berliner Hofoper Unter den Linden und hatte weitere Einladungen an die Kgl. Hofoper Stuttgart, die Frankfurter Oper (1907) und die Leipziger Oper sowie ans Deutsche Theater Prag (1907).
Nach ihrem Abschied von der Bühne trat sie noch öfter in Konzerten als Oratorien- und Liedersängerin auf und widmete sich ab 1910 in Wien ihrer Tätigkeit als Gesangslehrerin. Als weitere Auszeichnung ihres Wirkens wurde ihr das Österreichische Goldene Verdienstkreuz mit der Krone verliehen.
Seit 1900 war sie mit dem österreichischen Bahndirektor Thomas Joseph Taller Edlem von Draga verheiratet. In der Inflation nach dem Ersten Weltkrieg verlor sie fast ihr gesamtes Vermögen und lebte in bescheidenen Verhältnissen in Weidling. Ihr Grab auf dem Weidlinger Friedhof ist nahe dem des Dichters Nikolaus Lenau.
Abendroth gilt als eine der erfolgreichsten Koloratursängerinnen ihrer Zeit mit einer virtuosen und zugleich dramatischen Stimme. Ihr umfangreiches Repertoire umfasste rund 70 große Rollen.

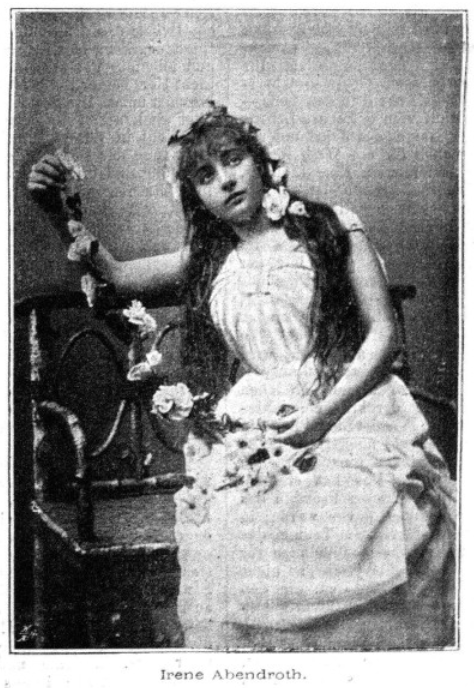
Österreichische Musik- und Theaterzeitung Nr. 4, 15. Oktober 1896, S. 1

Ihre Stimme ist durch sehr seltene Aufnahmen auf G&T dokumentiert (Dresden 1902). Auf Tonträger bekannt sind von ihr Arien aus dem Troubadour (Grammophon 43 243), Mignon (43 245), Figaros Hochzeit (43 248) und Barbier von Sevilla (43 250).
Am 1. September 1932 starb sie im Alter von 60 Jahren in Weidling an einem durch eine Herzmuskelentzündung herbeigeführten Herzinfarkt und wurde zwei Tage später am hiesigen Friedhof beerdigt.

## Repertoire (Auswahl)
| - Vincenzo Bellini - Norma (Adalgisa) - Norma (Norma) - La sonnambula (Amina) - Gaetano Donizetti - Lucia di Lammermoor (Lucia) - Friedrich von Flotow - Martha (Martha) - Christoph Willibald Gluck - Alceste (Alceste) - Carl Goldmark - Das Heimchen am Herd (Dot) - Ruggiero Leoncavallo - Bajazzo (Nedda) - Albert Lortzing - Der Wildschütz (Baronin Freimann) - Giacomo Meyerbeer - Robert der Teufel (Isabella) - Die Hugenotten (Marguerite de Valois) - Die Afrikanerin (Selika) | - Wolfgang Amadeus Mozart - Die Hochzeit des Figaro (Susanna) - Die Hochzeit des Figaro (Gräfin) - Don Giovanni (Donna Anna) - Don Giovanni (Donna Elvira) - Die Entführung aus dem Serail (Konstanze) - Die Zauberflöte (Königin der Nacht) - Otto Nicolai - Die lustigen Weiber von Windsor (Frau Fluth) - Giacomo Puccini - Tosca (Tosca) - Gioachino Rossini - Der Barbier von Sevilla (Rosina) - Ambroise Thomas - Mignon (Mignon) - Mignon (Philine) - Giuseppe Verdi - Falstaff (Alice Ford) - Ein Maskenball (Amelia) - Otello (Desdemona) - Rigoletto (Gilda) - Traviata (Traviata) - Der Troubadour (Leonora) - Carl Maria von Weber - Oberon (Rezia) |

## Diskografie (Auswahl)
- Johannes Brahms: Vergebliches Ständchen (1902): In: The First Opera Recordings 1895–1902. CD, Symposium Records, 2003, SYM 1318, UPC Code: 760411318025
- Ambroise Thomas: Je suis Titania aus Mignon (Titania ist herabgestiegen. Polonaise der Philine aus der Oper Mignon)
- The Harold Wayne Collection Vol. 6, Symposium Records, 2002
- Yale Collection of Historical Sound Recordings, auf Symposium Records, 2002

Weitere Nachweise in: Lotz-Verlag: Discography of German Operatic and Lieder

## Digitalisierte Aufnahmen
Die Mediathek der SLUB Dresden hat 2020 zwei Gesangsaufnahmen Abendroths für Grammophon aus dem Jahre 1902 in digitalisierter Form der Öffentlichkeit zugänglich gemacht:
- Irene Abendroth singt die Arie der Rosine aus der Oper Barbier von Sevilla von Gioachino Rossini (3 Minuten)
- Irene Abendroth singt die Arie der Philine aus der Oper Mignon von Ambroise Thomas (3 Minuten)

Die Aufnahme aus dem Barbier wurde auch bereits von der Österreichischen Mediathek digitalisiert:
- Irene Abendroth singt die Arie der Rosine aus der Oper Barbier von Sevilla von Gioachino Rossini (3 Minuten)